# ونجینپورم
ونجینپورم (به انگلیسی: Vanjinapuram) یک روستا در هند است که در Ariyalur district واقع شده‌است.

## خصوصیات
ونجینپورم ۲٬۷۹۸ نفر جمعیت دارد.